# Beauregard-de-Terrasson
Beauregard-de-Terrasson (okzitanisch Beuregard de Terrasson) ist ein Ort und eine südwestfranzösische Gemeinde (commune) mit 706 Einwohnern (Stand 1. Januar 2022) in der alten Kulturregion des Périgord im Département Dordogne in der Region Nouvelle-Aquitaine. Die Bewohner werden Beauregardiens und Beauregardiennes genannt.
Die Gemeinde erhielt 2022 die Auszeichnung „Zwei Blumen“, die vom Conseil national des villes et villages fleuris (CNVVF) im Rahmen des jährlichen Wettbewerbs der blumengeschmückten Städte und Dörfer verliehen wird.

## Lage
Beauregard-de-Terrasson liegt in einer Höhe von ca. 240 m ü. d. M. in einer waldreichen Umgebung knapp 40 Kilometer (Fahrtstrecke) nördlich von Sarlat-la-Canéda bzw. etwa 35 Kilometer westlich von Brive-la-Gaillarde im benachbarten Département Corrèze. Das Gemeindegebiet wird im Osten vom Flüsschen Elle durchquert.

## Bevölkerungsentwicklung
| Jahr      | 1968 | 1975 | 1982 | 1990 | 1999 | 2006 | 2012 | 2020 |
| Einwohner | 436  | 533  | 575  | 653  | 654  | 685  | 713  | 681  |

Im 19. Jahrhundert hatte der Ort durchgängig zwischen 1050 und 1450 Einwohner. Die Reblauskrise im Weinbau und der Verlust von Arbeitsplätzen durch die Mechanisierung der Landwirtschaft haben seitdem zu einem deutlichen Bevölkerungsrückgang geführt, der sich jedoch wegen des zunehmenden Tourismus in der Region seit den 1960er Jahren wieder in ein deutliches Wachstum verkehrt hat.

## Wirtschaft
Bis in die heutige Zeit spielt die Landwirtschaft die größte Rolle im Wirtschaftsleben der Gemeinde: Der ehemals auch hier betriebene Weinbau ist jedoch nach der Reblauskrise gänzlich aufgegeben worden; Tabak und Mais sind ebenfalls auf dem Rückzug – stattdessen dominieren Felder, aber auch Walnuss-, Eßkastanien- und Obstbäume die Region. Auch Gänseleberpastete und Trüffel gehören zu den regionalen Produkten. Einige leerstehende Häuser werden als Ferienwohnungen (gîtes) vermietet.

## Geschichte
Auf dem Gemeindegebiet wurden bislang keine vorgeschichtlichen Funde gemacht, die die Anwesenheit des frühen Menschen bezeugen könnten. Auch aus römischer bzw. gallorömischer Zeit fehlen archäologische Befunde. Die gotische Kirche belegt die Existenz des Ortes seit dem Mittelalter.

## Sehenswürdigkeiten
- Die vom Vizegrafen von Limoges im Jahr 1309 gegründete Kirche Saint-Antoine ist ein einschiffiger gotischer Bau mit einer äußerst schmucklosen Fassade mit aufgesetztem Glockengiebel (clocher mur). Das von zwei Strebepfeilern gerahmte Portal ist im Scheitel leicht angespitzt und trägt insgesamt gotische Züge; oberhalb befindet sich ein maßwerkloses Spitzbogenfenster zur Belichtung des Kirchenschiffs.
- Die an einer Wegabzweigung stehende Kapelle Saint-Roch ist ein schlichter rechteckiger Baukubus vom Ende des 16. Jahrhunderts.
- Ein ins umgebende Erdreich versenktes und teilweise überdachtes Waschhaus (lavoir) befindet sich etwas abseits des Ortes.
- Ein freistehendes Taubenhaus (pigeonnier) hat sich ebenfalls erhalten.
- Das in der zweiten Hälfte des 17. Jahrhunderts erbaute Château de Mellet steht außerhalb des Ortes (45° 9′ 12″ N, 1° 13′ 21″ O) und befindet sich in Privatbesitz. Der zentrale Wohntrakt (Corps de Logis) wird von zwei höheren Eckpavillons, die jedoch nicht aus der Mauerflucht hervortreten, gerahmt. Der Schlossbau wurde im Jahr 1990 als Monument historique[2] anerkannt.

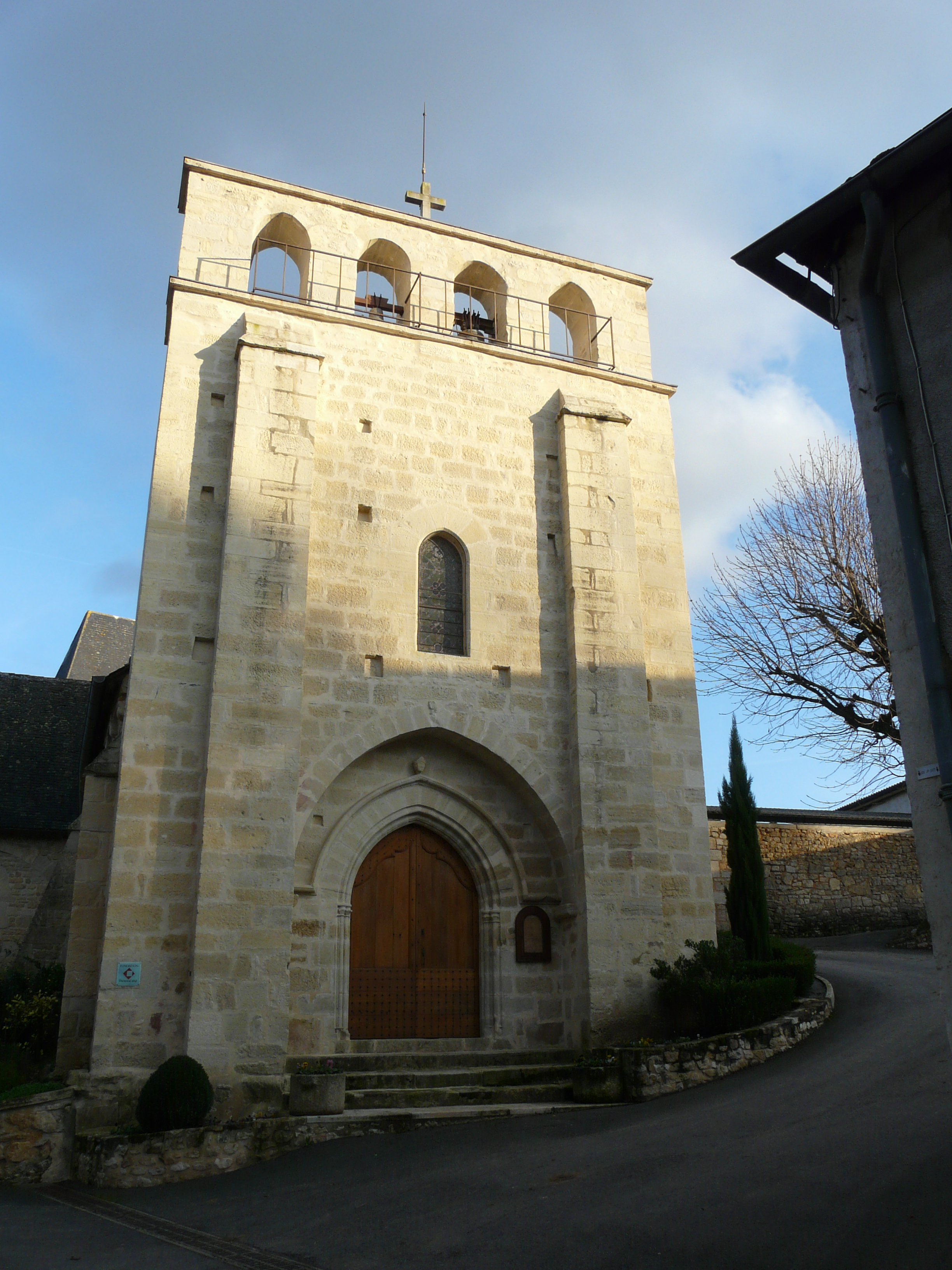
Kirche Saint-Antoine
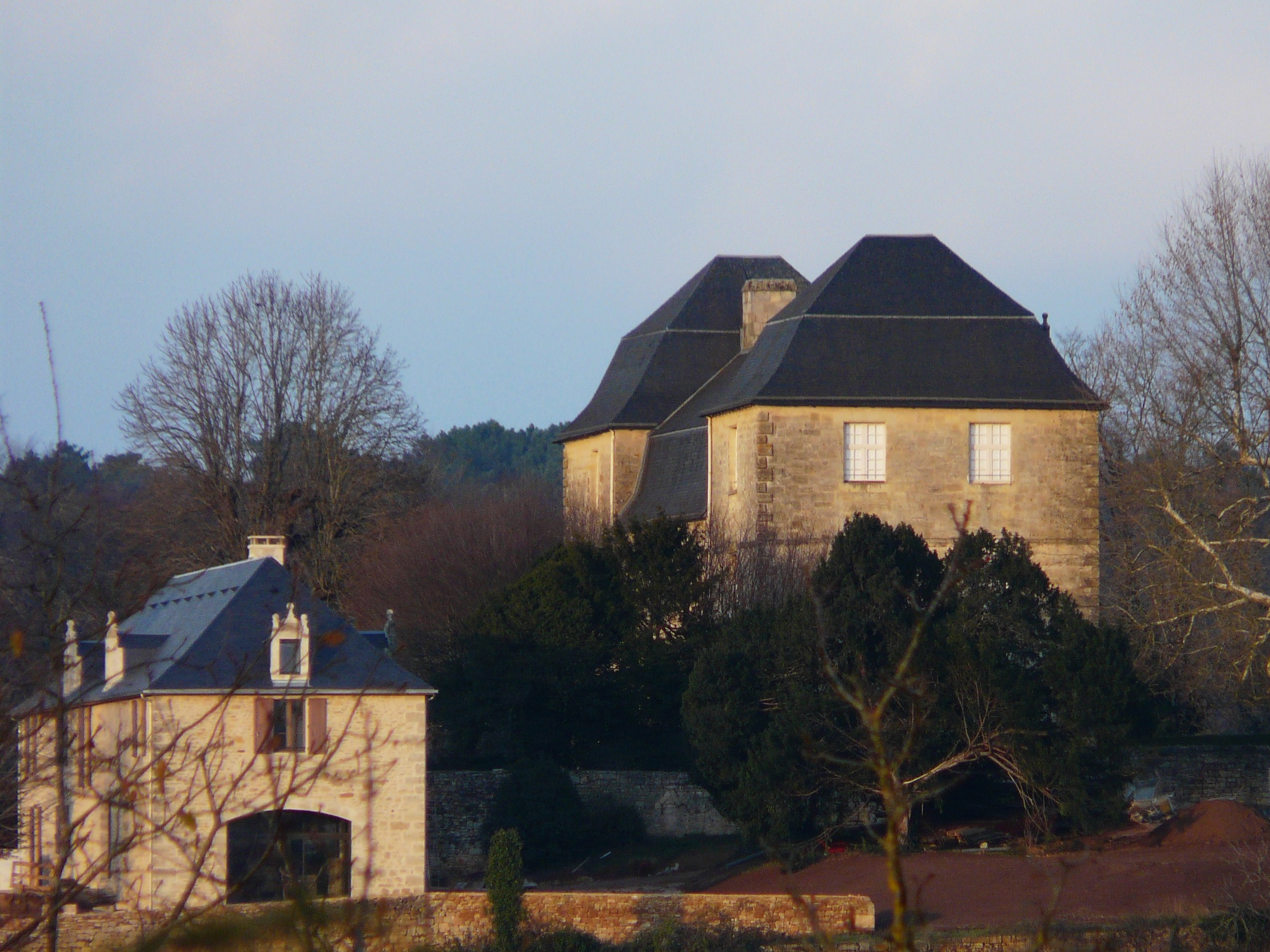
Château de Mellet